# Bazar Altyn Asyr
El Bazar Altyn Asyr (en turcomano: Altyn Asyr gündogar bazary literalmente Bazar oriental Altyn Asyr) es el mayor mercado en Turkmenistán, y el quinto más grande de Asia Central. Situado en las afueras de Asjabad, en la zona residencial Choganly, fue construido para parecerse a la forma de una alfombra turcomana adornada de la Provincia de Ahal. El mercado cubre un vasto territorio de 154 hectáreas. En el corazón del bazar esta una torre de reloj elevada, siendo este su principal punto de referencia. Hay 2.155 tiendas en el mercado. Fue construido en el lugar donde fue demolido el Bazar Tolkuchka, se trata de un amplio mercado sobre los suburbios desérticos de Asjabad, a pocos kilómetros del centro. Es además el mayor mercado al aire libre en Asia Central. 